# Арена, Маурицио
Маури́цио Аре́на (итал. Maurizio Arena), настоящее имя ─ Маури́цио Ди Лоре́нцо (итал. Maurizio Di Lorenzo; 26 декабря 1933, Рим — 21 ноября 1979, Рим) — итальянский актёр, режиссёр, сценарист, писатель, продюсер и музыкант.
Сыграл в 78 фильмах за 26 лет актёрской карьеры.

## Биография
Родился 26 декабря 1933 года в Риме под именем Маурицио Ди Лоренцо. Дебютировал в кино в возрасте 19 лет, однако настоящим прорывом в карьере стала роль Ромоло в фильме 1957 года «Красивые, но бедные». До начала 1960-х годов Арена была одним из самых популярных актёров итальянского кинематографа и регулярно появлялся на страницах журналов в связи с бурной личной жизни. У него был роман с принцессой Марией Беатриче Савойской; влюблённые даже намеривались пожениться, однако этому помешала семья Марии Беатриче.
В последующие годы его популярность уменьшилась, и Арена стал играть характерные роли в менее громких фильмах, и иногда работал певцом. Он стал целителем альтернативной медицины и даже имел последователей из местных жителей.
Арена умер в возрасте 45 лет в результате сердечного приступа на фоне почечной недостаточности. 

## Память
В 2008 году в его родном районе Гарбателла в его честь был назван парк.

## Избранная фильмография
- Римские каникулы (1953) — молодой автомобилист (в титрах не указан)
- Знак Венеры (1955) — Морис
- Красивые, но бедные (1957) — Ромоло
- История любви и ножей (1971) — Бартоло ди Лоренцо